# Poupée, anale nationale
Poupée, anale nationale est un roman d'Alina Reyes paru chez Zulma en 1998.

## Résumé
Poupée est la femme de Primus, président d'un parti d'extrême-droite nommé le Tronc. Femme, elle doit se plier à l'idéologie des hommes cagoulés, ces « alliés » qui aident Primus à développer et divulguer son idéologie hygiéniste et fasciste. Seulement, lorsqu'elle tombe enceinte, Poupée n'a aucune envie de garder son enfant. Se heurtant aux principes moraux du parti auxquels elle appartient, elle s'embarque alors dans un « délire scatologique, sanguinaire et grand-guignolesque » afin de se débarrasser de cette « chose » qui grandit en elle.
Œuvre à l'écriture extrêmement particulière (mélange d'oralité brutale, de néologisme, de violence et pornographie textuelles), Poupée, anale nationale est le délire d'une femme qui se rêve cheftaine à la place de son mari et que son corps et sa féminité  finiront par condamner… ou délivrer.

## Commentaires
Lors de sa publication, Poupée, anale nationale bénéficia d'une réception critique très diversifiée. Si Minute, journal d'extrême droite, et Le Canard enchaîné critiquèrent l'aspect caricatural (tant sur le fond que la forme) du roman, le magazine Elle et Le Nouvel Observateur le défendirent. 
Justifiant une œuvre qui entreprend de décrire « par le biais de manifestations physiques l'univers mental régressif du fascisme » et, plus encore, « au-delà du fascisme, de toute tentation de repli, largement à l'œuvre dans la démocratie comme chez le démocrate ordinaire », Alina Reyes souligne, dans Poupée, anale nationale, les obsessions hygiénistes d'une société (imaginaire, symbolique ou procédant d'une phénomène d'anticipation) régie par l'Ordre et une certaine forme de Moralité :

« Le Tronc, c'est tout ce quia de plus moderne dans le pays. Contre l'ouverture des fronthiers, contre le rip-rop, contre les cocoboys, contre les amerltocs, contre les bounouilles, les négrichons, les youplaops, les gnangnanquoués, les marxistics, les maçonics, les politics […] toute cette merdicule. Nous sommes le parti le plus moderne de la Nation, le seul qui progresse aux élections. »

Tout au long de l'œuvre, les dérèglements physiques et mentaux qui parcourent Poupée, la narratrice, sont alors autant de provocations débridées, sans limites ni tabous, face à l'étau sociétal dans lequel elle évolue. Équivoques, l'œuvre et le comportement de Poupée le sont de par la mise en scène frontale d'un sentiment de jubilation face aux expériences scatologiques et sexuelles, et, de manière plus générale, à la perversité sexuelle et politique. Bridée par un ordre symbolique des sexes, Poupée est le fruit d'une éducation où la femme n'est que le réceptacle de la maternité, « honorée » par son mari. Enceinte et tentant de s'avorter elle-même, elle entrevoit son corps comme un assemblage hétéroclite de sensations répulsives inhérentes à sa féminité :

« Dieudemerde, j'ai envie de pleurer. Je sais pas comment m'y prendre, avec les aiguillatricoter. Dieudemerde, je vais avoir mal. Rien que d'y penser, j'ai l'impression de tomber dans un trou tounoir, tousseré, où jamais personne viendra mechercher. Assise à ma place devant la table de la cuisine, je bouge pas, jaipeur. Le trou où je tombe, c'est monventre. Il pue, et toute entière je tombe dedans, comme si j'étais pourrie, tout moncorps pourri qui s'écroule dans monventre. Si j'avais pu choisir, jamais j'aurais été une fille. Une femme. Avec toutes ces histoires d'entrailles. »

Comme le note Astrid Cathala : « Alina Reyes formule à peu près ceci : le fascisme n'est pas qu'une pensée. C'est un corps. C'est concret. Tellement concret que Poupée, anale nationale parle d'emblée de la façon dont Poupée vit son corps, son intérieure, son hygiène ».
Expérimentations stylistiques, mise en scène de la monstruosité (individuelle et collective, banale et grandiloquente), description des mécanismes de le pensée fasciste, exploration des limites corporelles, de la féminité, du rapport à soi et à la société ; tels sont les enjeux de Poupée, anale nationale.

## Adaptations
- Poupée anale nationale, adaptation théâtrale par la compagnie De l'Escabelle.

## Éditions
- Poupée, anale nationale, Cadeilhan, Zulma, 1998, 85 p.  (ISBN 2-84304-038-8)
- Poupée, anale nationale, Paris, Pocket (no 10538), 1999, 85 p.  (ISBN 2-266-08687-1)